# Mistrzostwa Świata w Skokach na Trampolinie 2009
Mistrzostwa Świata w Skokach na Trampolinie 2009 odbyły się w Petersburgu (Rosja) w dniach od 11 do 14 listopada 2009. Była to 26. edycja mistrzostw.

## Reprezentacja Polski
- Łukasz Tomaszewski – 8. (skoki synchroniczne)
- Tomasz Adamczyk – 8. (skoki synchroniczne)

## Końcowa tabela medalowa
| Miejsce | Państwo           | Złoto | Srebro | Brąz | Razem |
| ------- | ----------------- | ----- | ------ | ---- | ----- |
| 1       | Chiny             | 6     | 3      | 0    | 9     |
| 2       | Rosja             | 5     | 5      | 2    | 12    |
| 3       | Portugalia        | 2     | 0      | 1    | 3     |
| 4       | Japonia           | 1     | 0      | 1    | 2     |
| 5       | Kanada            | 0     | 2      | 5    | 7     |
| 6       | Stany Zjednoczone | 0     | 1      | 2    | 3     |
| 7       | Białoruś          | 0     | 1      | 1    | 2     |
| 8       | Francja           | 0     | 1      | 0    | 1     |
| 8       | Szwecja           | 0     | 1      | 0    | 1     |
| 10      | Ukraina           | 0     | 0      | 1    | 1     |
| 10      | Uzbekistan        | 0     | 0      | 1    | 1     |
| Razem   | Razem             | 14    | 14     | 14   | 42    |

## Medaliści
| Konkurencja:          | Złoto:                                                                                       | Srebro:                                                                                     | Brąz:                                                                                   |
| Kobiety               |                                                                                              |                                                                                             |                                                                                         |
| skoki indywidualne    | Huang Shanshan                                                                               | He Wenna                                                                                    | Karen Cockburn                                                                          |
| skoki drużynowo       | Chiny · Huang Shanshan · Li Dan · He Wenna · Zhong Xingping                                  | Rosja · Anastazja Wieliczko · Irina Karawajewa · Galina Gonczarenko · Wiktoria Woronina     | Kanada · Rosannagh MacLennan · Karen Cockburn · Kailey McLeod · Samantha Sendel         |
| skoki synchroniczne   | Li Dan Zhong Xingping                                                                        | Karen Cockburn Rosannagh MacLennan                                                          | Anna Sawkina Jekatierina Chiłko                                                         |
| double mini           | Wiktoria Woronina                                                                            | Galina Gonczarenko                                                                          | Corisa Boychuk                                                                          |
| double mini drużynowo | Rosja · Swietłana Bałandina · Anastazja Wieliczko · Galina Gonczarenko · Wiktoria Woronina   | Kanada · Corisa Boychuk · Julie Warnock · Gillian Bruce · Chelsea Nerpio                    | Stany Zjednoczone · Sarah Gandy · Sarah Prosen · Aubree Balkan                          |
| tumbling              | Anna Korobejnikowa                                                                           | Jelena Krasnokuckaja                                                                        | Ashley Speed                                                                            |
| tumbling drużynowo    | Rosja · Anastazja Isupowa · Andżelika Sołdatkina · Jelena Krasnokuckaja · Anna Korebejnikowa | Stany Zjednoczone · Amy McDonald · Kaitlin Tortorich · Leanne Seitzinger · Susannah Johnson | Kanada · Kylie Petrie · Emily Smith · Ashley Speed · Jordan Sugrim                      |
| Mężczyźni             |                                                                                              |                                                                                             |                                                                                         |
| skoki indywidualne    | Dong Dong                                                                                    | Lu Chunlong                                                                                 | Yasuhiro Ueyama                                                                         |
| skoki drużynowo       | Chiny · Lu Chunlong · Ye Shuai · Dong Dong · Tu Xiao                                         | Białoruś · Jakou Rakicki · Mikołaj Kazak · Jauchen Żakuski · Wiaczeslau Modzel              | Rosja · Aleksander Lewen · Dmitrij Fedorowski · Dmitrij Uszakow · Siergiej Chumak       |
| skoki synchroniczne   | Tetsuya Sotomura Yasuhiro Ueyama                                                             | Sebastien Martiny Gregoire Pennes                                                           | Oleksandr Chernonos Jurij Nikitin                                                       |
| double mini           | André Lico                                                                                   | Tim Lunding                                                                                 | André Fernandes                                                                         |
| double mini drużynowo | Portugalia · André Lico · André Fernandes · André Pocinho · Bruno Nobre                      | Rosja · Siergiej Kowaliew · Kirył Iwanow · Jewgienij Czernoiwanow · Dmitrij Fedorowski      | Stany Zjednoczone · Stephen Raymond · Anthony Doles · Austin White · Kalon Ludvigson    |
| tumbling              | Tagir Murtazajew                                                                             | Yang Song                                                                                   | Michaił Kostianow                                                                       |
| tumbling drużynowo    | Chiny · Ma Jie · Yang Song · Tao Yi · Zhang Lingfeng                                         | Rosja · Michaił Kostianow · Jewgienij Zinukow · Tagir Murtazajew · Andriej Kryłow           | Białoruś · Dzmitry Daraszuk · Andrej Kabiszau · Siarhiej Prymakou · Siarhiej Artsemenka |

## Strony zewnętrzne
- Oficjalna strona. rus-batut.com. [zarchiwizowane z tego adresu (2009-11-12)].
- Wyniki na stronie stpetersburg2009.sportcentric.com. stpetersburg2009.sportcentric.com. [zarchiwizowane z tego adresu (2009-11-13)].